# Dyavanoor, Channarayapatna
Dyavanoor là một làng thuộc tehsil Channarayapatna, huyện Hassan, bang Karnataka, Ấn Độ.